# Portal de Centelles

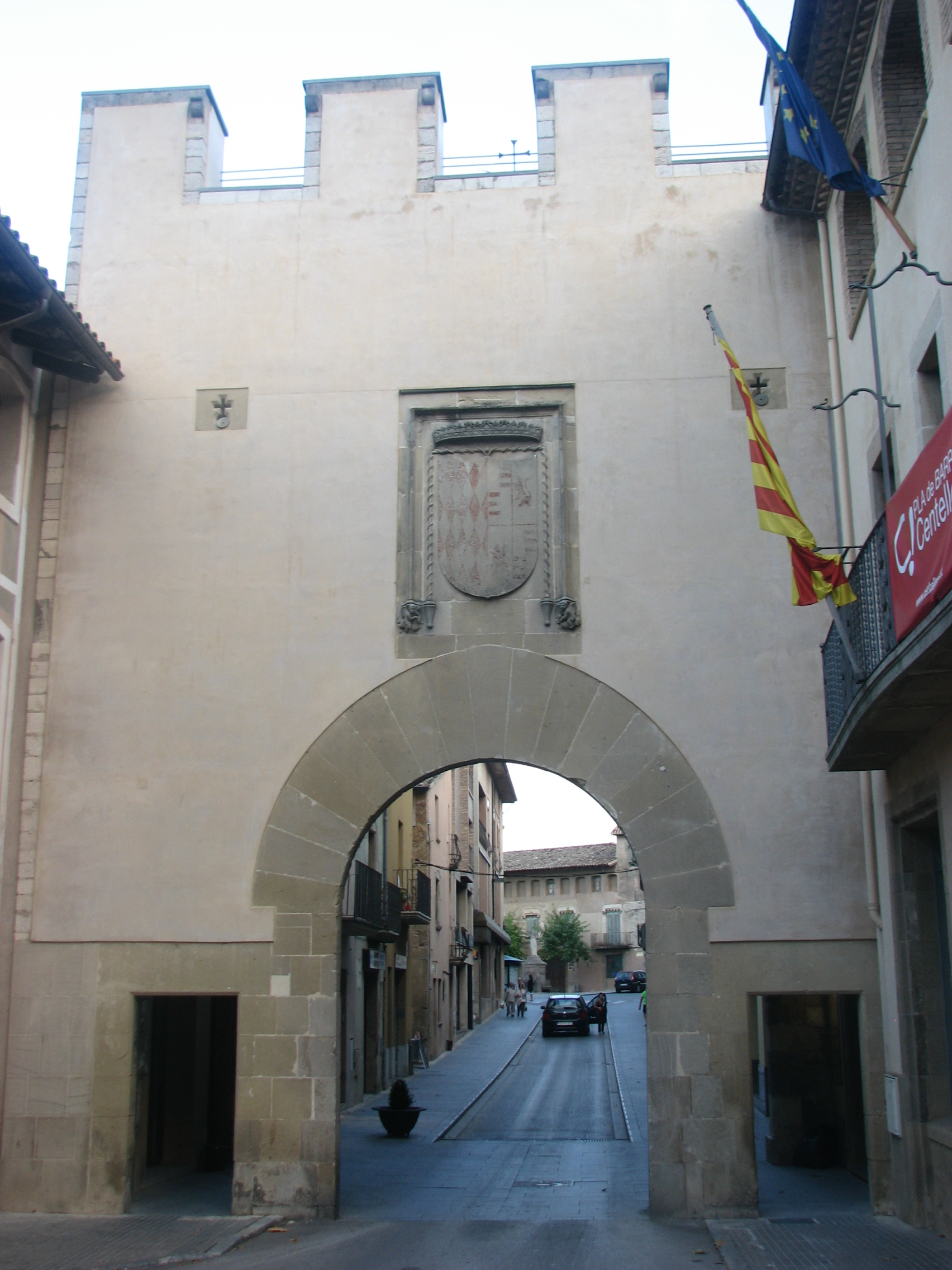
Průčelí

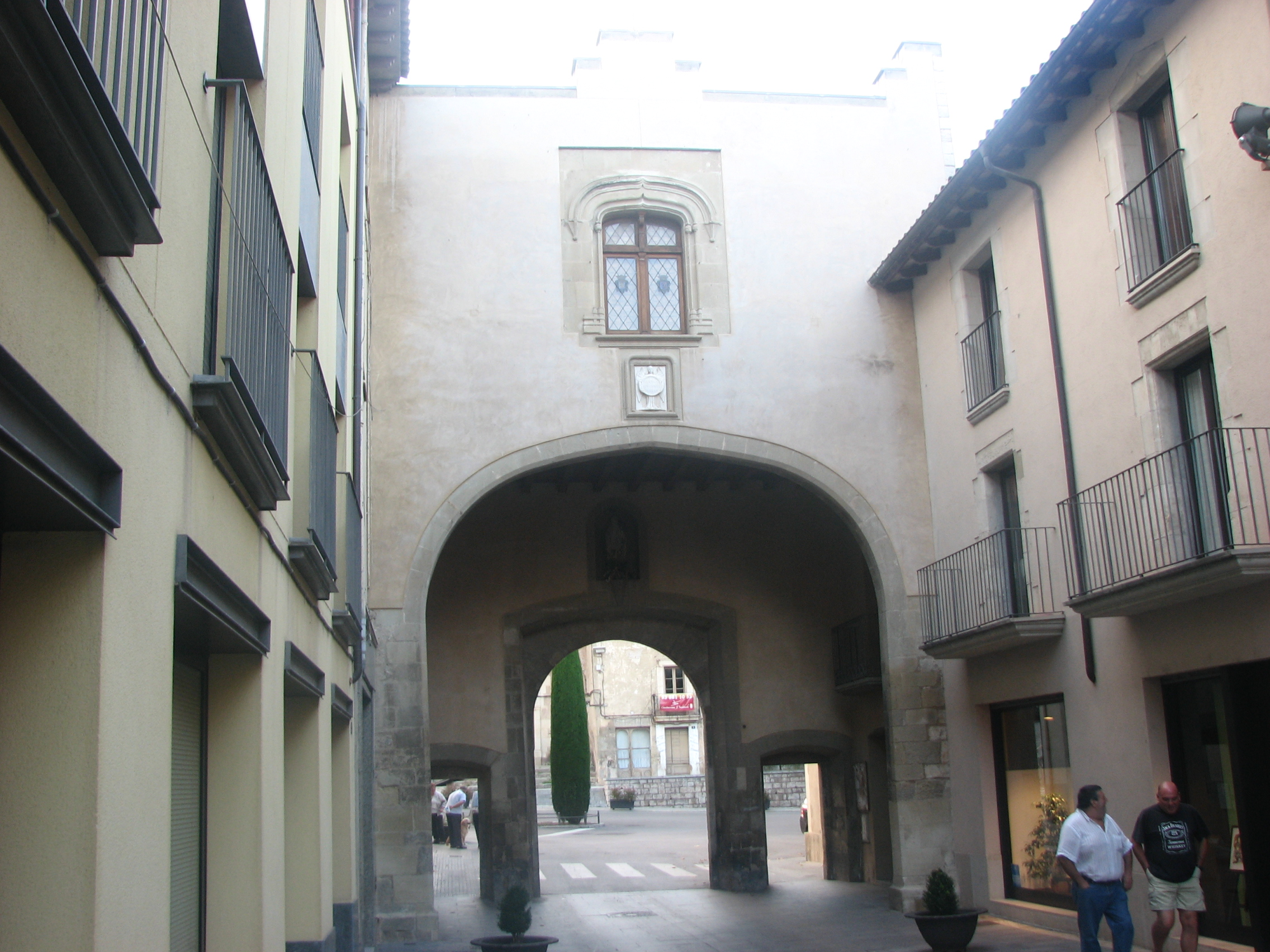
Interiér

Portal de Centelles je gotická brána v obci Centelles v provincii Barcelona. Je zařazena do soupisu architektonického dědictví Katalánska a chráněna jako národní kulturní památka.

## Popis
Tato brána byla součástí starých městských hradeb postavených v 16. století. Průčelí se skládá z centrálního obloukového průchodu a dvou malých bočních, vytvořených při rekonstrukci. Nad nimi je erb rodu z Centelles a dvě malé střílny. Bránu nahoře ukončuje cimbuří. Na druhé straně nejsou žádné obranné prvky, ale pouze okrasné okno a malý štít.
Hradby z 16. století nahradily původní z 12. století z důvodu významného rozšíření města. Roku 1919 zbytky zrenovoval architekt Jeroni Martorell i Terrats.